# Sister Morphine
«Sister Morphine» — песня, написанная Марианной Фейтфулл, Миком Джаггером и Китом Ричардсом. Фейтфулл выпустила оригинальную версию песни в качестве сингла на стороне «Б» песни «Something Better» 21 февраля 1969 года (на лейбле Decca Records). Другая версия песни была выпущена двумя годами позже группой the Rolling Stones на их альбоме 1971 года Sticky Fingers.

## Запись и композиция
В записи приняли участие Фейтфулл на вокале, Джаггер на акустической гитаре, Рай Кудер на слайд-гитаре, Джек Ницше на пианино и органе, и Чарли Уоттс на ударных.
На оригинальном британском сингле лейбла Decca Фейтфулл была указана как соавтор песни, но, когда London Records выпустили сингл в Соединённых Штатах, её имя было опущено, как и на альбоме Sticky Fingers. После юридической борьбы Фейтфулл отстояла свои права на песню как соавтора, что подтверждается переизданием лейблом Virgin Records 1994 года альбомов, начиная со Sticky Fingers и вплоть до Steel Wheels.

## Выпуск
В Великобритании сингл Фейтфулл был отозван из-за отсылки к наркотику в названии песни, после того как были выпущены первые 500 копий, но в других странах сингл всё-таки увидел свет. В некоторых странах, таких как Нидерланды, Италия и Япония, “Sister Morphine” появляется на стороне «Б». Кроме того на французской, американской и нидерландской версиях сингла представлены другие альтернативные версии по обе стороны британского релиза. Фейтфулл исполнила «Something Better» в живую под фонограмму на The Rolling Stones Rock and Roll Circus, но программа никогда не транслировалась по телевидению, а о других живых версиях песни «Sister Morphine» того времени ничего не известно.
Фейтфулл перезаписала песню в 1979 году, во время сессий для альбома Broken English, впоследствии она была выпущена синглом (на 7-дюймовой и 12-дюймовой пластинках) вместе с композицией «Broken English». Эта запись появляется в качестве бонусного трека на втором диске расширенного издания альбома 2013 года. Песня остаётся ключевым номером на её концертных сет-листах и появилась на концертных альбомах Blazing Away в 1990 и No Exit в 2016 году.

## Версия Rolling Stones
На версии Stones' Джаггер исполняет основной вокал, Ричардс акустическую гитару и бэк-вокал, Кудер и Ницше снова слайд-гитару и пиано, соответственно, Билл Уаймен на бас-гитаре и Уоттс снова на ударных.